# Terry Miles (Musiker)

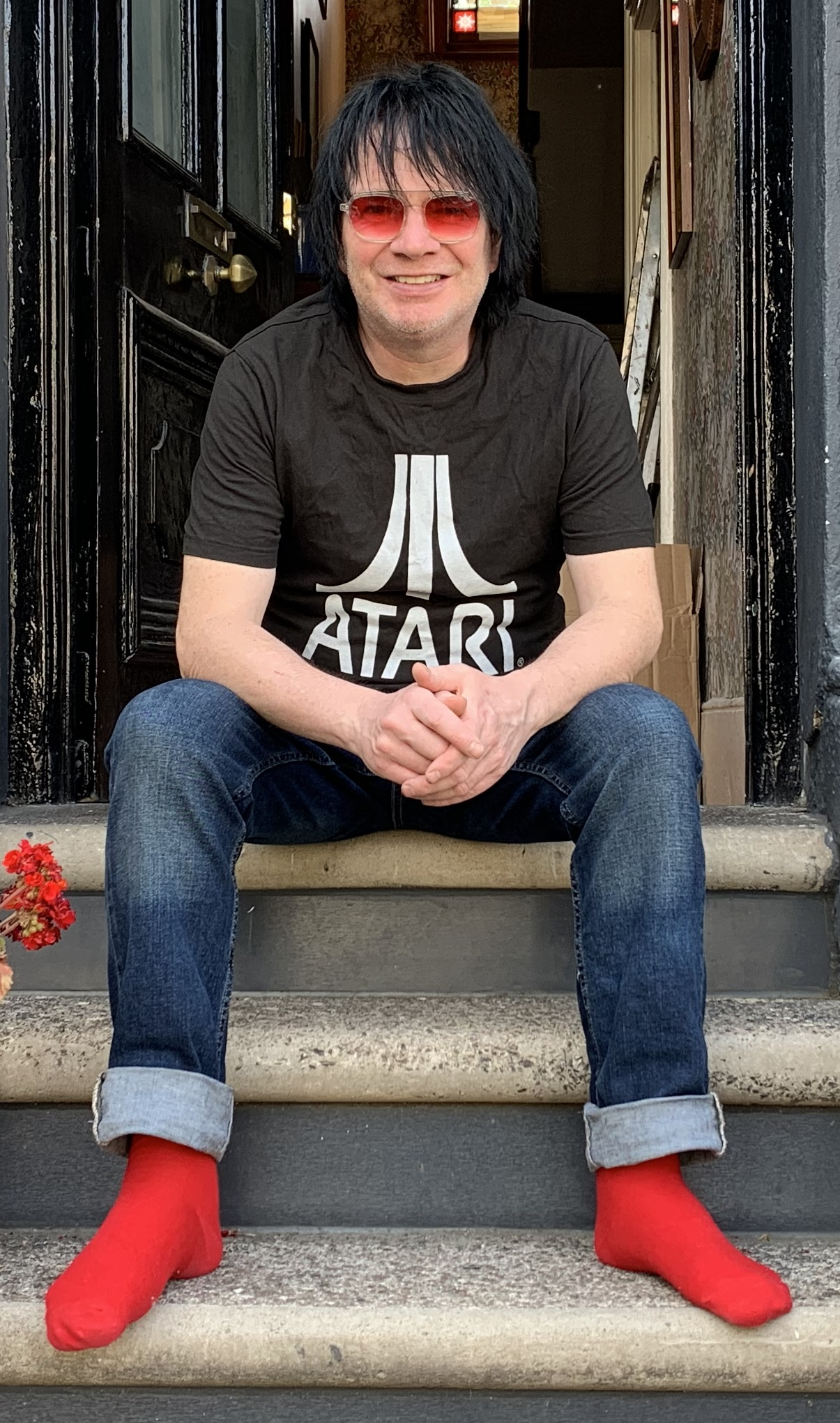
Terry Miles im Jahr 2020

Terry Miles (Terence Andrew Miles, * 1. Februar 1966 in Birmingham) ist ein britischer Musiker und YouTuber. Er war als Keyboarder und Komponist Mitglied der Indie-Pop-Band Go-Kart Mozart, spielte für Tony Viscontis Gruppierung um Daphne Guinness, gehört seit 2023 der Band Primal Scream an und betreibt einen bekannten YouTube-Kanal.

## Leben
Terry Miles ist einer der Söhne des Musikers Kevin R. Miles und dessen Partnerin Margaret Mary O’Flynn, die aus Irland stammte. Er hat eine Schwester namens Deborah und einen Bruder namens Anthony. Schon Terry Miles’ Großvater hatte sich als Pianist betätigt und im Kino Stummfilme auf dem Klavier begleitet, der Vater leitete zeitweise die Band The Milestone Express. Terry Miles wuchs in Selly Park in Birmingham auf, wurde katholisch erzogen und verließ die Schule 1982 im Alter von 16 Jahren. Er spielte zunächst in der Band seines Vaters Keyboard. 1985 trat er eine Tournee mit der Band Superlove in die Schweiz an. Ab 1992 gehörte er der Band Rumblefish an. Er ist auf deren Album Rumblefish am Klavier und am Keyboard zu hören. Ebenfalls 1992 tourte er mit der Londoner Gruppe Airstream; 1993 spielte er in High on the Grass auf dem Album Burger Habit dieser Gruppe mit.
Bald darauf schloss er sich der Band The Jacobites an. Er ist auf deren Album Howling Good Times am Klavier und an der Hammondorgel zu hören und tourte mit der Band durch Deutschland, Frankreich und Tschechien. Mit The Jacobites spielte er weitere drei Alben ein. Nachdem sich Nikki Sudden und Dave Kusworth 1996 von der Gruppe getrennt und Solokarrieren gestartet hatten, spielte Miles weiterhin mit ihnen. Dabei entstanden mehrere Alben, darunter im Jahr 1996 Princess Thousand Beauty. Dieses Album nahm Miles in seinem eigenen Studio in Birmingham auf. Im selben Jahr spielte er für das Album Denim on Ice der Band Denim. Im Jahr darauf entstand die Single Summer Smash in Coproduktion mit  Lawrence Hayward. Diese Single wurde die single of the week der BBC Radio 1 Mark and Lard show. Am Tag vor der offiziellen Veröffentlichung der Single kam Lady Diana bei einem Autounfall ums Leben. Angesichts des Titels der Platte wurde diese dann aus Pietätsgründen nicht auf den Markt gebracht. In den Jahren 1998 und 1999 ging Miles mit Bernard Butler auf Tournee. Sie bereisten Europa, Japan und die Vereinigten Staaten. 1999 kam Butlers Album Friends and Lovers heraus, für das Miles ebenfalls spielte. Zusammen mit Butler war Miles mehrmals im Fernsehen zu sehen; 1998 traten die beiden live auf dem Glastonbury Festival auf.
Im Jahr 1999 nahm Terry Miles die Solo-Single Motorways in Space auf. Im Jahr darauf schloss er sich der Band von Shea Seger an und ging mit ihr auf Tournee, unter anderem nach Japan und in die USA. Von 2001 bis 2005 gehörte Terry Miles der von Richard Fearless gegründeten Band Death in Vegas an. Er ist auf dem 2004 aufgenommenen Album Satan’s Circus zu hören. Ab 2002 arbeitete Miles auch wieder mit Bernard Butler zusammen, was unter anderem auch zu einem Fernsehauftritt bei Top of the Pops führte. 2004 spielte er außerdem mit Fried, unter anderem bei einem Live-Fernsehauftritt in der Sendung Later... mit Jools Holland. 2006 folgten mehrere Auftritte mit Amy Studt, ab 2007 mehrere Aufnahmen mit Deep Cut, 2008 unter anderem die Livetour Wonky Pop, ab 2009 mehrere Tourneen mit der Band Dodgy, 2010 mit Daisy Dares You, Chipmunk und Tinie Tempah. 2011 war er auf dem Album Computers und Blues von The Streets zu hören und erschien in dem Dokumentarfilm Lawrence of Belgravia von Paul Kelly. 2015 war Miles mit McAlmont & Butler auf Tour im Vereinigten Königreich. Im Jahr 2018 spielte er für das Album Outstairs Instairs von Papernut Cambridge Klavier, im selben Jahr war er auch auf dem Album Daphne and the Golden Chord von Daphne Guinness zu hören. 2020 folgte das Album Revelations, auf dem Terry Miles am Keyboard und am Klavier zu hören ist. Seit vielen Jahren komponierte Miles außerdem die meisten Stücke der Band Go-Kart Mozart, die bis zum Eintritt der Corona-Krise vier Alben und zwei Singles herausgebracht hatte. Im Frühjahr 2023 schloss er sich der Band Primal Scream an und trat damit die Nachfolge seines verstorbenen Cousins Martin Duffy an.
Seit 1992 lebt Terry Miles in London. Er bewohnt ein Haus im London Borough of Hackney, das z. B. in seinem Video Look what they've done [with my palmtree] zu sehen ist. Seit 2006 bzw. 2009 betreibt er seine eigenen YouTube-Kanäle. In der Zeit der Lockdowns 2020 bot er über 100 Tage lang tägliche Livestreams an, unter anderem seinen sogenannten Sunday Service. Danach reduzierte er die Frequenz seiner Online-Auftritte wieder ein wenig.
Auf dem 2009 ins Leben gerufenen Kanal bietet er Tipps zum Boogie-Woogie-Spielen und veröffentlicht Videos und Livestreams, in denen er selbst zu sehen ist. Er spielt an öffentlichen Klavieren in Bahnhöfen, Flughäfen etc., besucht Kirchen, deren Orgeln und Pianos er ausprobiert, und jammt in Pubs und ähnlichen Einrichtungen am Klavier. Beeinflusst wurde er laut eigener Aussage unter anderem von Jerry Lee Lewis und Floyd Cramer. Mitunter tritt er gemeinschaftlich mit seiner Tochter Elsie oder seinem Bruder Anthony auf, häufig auch zusammen mit Brendan Kavanagh.

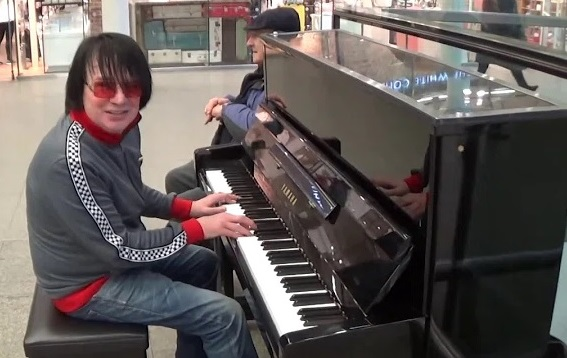
Terry Miles im August 2019 an einem öffentlichen Klavier im Bahnhof St. Pancras

Kavanagh und Miles teilen ihre Vorliebe für den Boogie-Woogie und traten zeitweise gerne in Verkleidungen – etwa als Polizisten oder Piloten – auf. Unter anderem erscheinen sie beide häufig an den öffentlichen Klavieren des Bahnhofs St. Pancras. Auch beim Publikum bzw. bei den weiteren Mitwirkenden bei ihren Auftritten gibt es daher Überschneidungen. Das Bild aus dem Jahr 2019 zeigt beispielsweise im Hintergrund „Ole Joe“, einen älteren Mitbürger, der mitunter auch selbst auf dem von Elton John gespendeten Yamaha-Klavier des Bahnhofs spielte, vor allem aber gerne neben dem Instrument Platz nahm, wenn Miles oder Kavanagh oder beide dort spielten.
Im Unterschied zu Kavanagh zeige sich aber, so ein Kommentar zu den beiden YouTubern, bei Terry Miles keine „dark side“. Kavanaghs Pranks – er pflegt häufig vorzugeben, er sei ein Neuling und brauche Hilfe dabei, das „mittlere C“ zu finden – zeuge von Respektlosigkeit gegenüber den hilfsbereiten Mitmenschen. Offenbar aber habe er mit dieser Masche Erfolg: „Fact is: By posting these videos, Brendan gathered 975k Youtube subscribers vs. Terry 150k, so it looks like patronizing others is exactly what pays off these days [...] we’re happy to see Terry wearing the captain's suit though, because to us, he's the real BOSS!“